# Teofilacte Rangabé
Teofilacte Rangabé, en grec antic Θεοφύλακτος Ῥαγγαβέ, va ser un almirall de la Marina romana d'Orient i el pare de l'emperador Miquel I Rangabé, que va governar del 811 al 813.
Només se'l coneix per la seva participació, juntament amb altres alts càrrecs, en una conspiració fallida l'any 780 per treure del tron la regent emperadriu Irene d'Atenes i posar al seu lloc Nicèfor, el fill gran de Constantí V. En aquell moment ocupava el càrrec de drungari, equivalent a almirall, del Dodecanès (aproximadament l'Egeu Meridional). Després de descobrir la trama, Irene va fer assotar públicament els conspiradors, els va tonsurar i els va desterrar.